# Napoleonaea
Napoleonaea is een geslacht uit de familie Lecythidaceae. De soorten komen voor van tropisch West-Afrika tot in Angola.

## Soorten
- Napoleonaea alata Jongkind
- Napoleonaea angolensis Welw.
- Napoleonaea beninensis Jongkind
- Napoleonaea cuneata Jongkind
- Napoleonaea egertonii Baker f.
- Napoleonaea gabonensis Liben
- Napoleonaea gossweileri Baker f.
- Napoleonaea heudelotii A.Juss.
- Napoleonaea imperialis P.Beauv.
- Napoleonaea leonensis Hutch. & Dalziel
- Napoleonaea lutea Baker f. ex Hutch. & Dalziel
- Napoleonaea mannii Miers
- Napoleonaea reptans Baker f. ex Hutch. & Dalziel
- Napoleonaea sapoensis Jongkind
- Napoleonaea septentrionalis Liben
- Napoleonaea talbotii Baker f.
- Napoleonaea vogelii Hook. & Planch.